# Kingsford Heights
Kingsford Heights è un comune degli Stati Uniti d'America, situato nello Stato dell'Indiana, nella contea di LaPorte.